# Cerotelion funereus
Cerotelion funereus är en tvåvingeart som beskrevs av Freeman 1951. Cerotelion funereus ingår i släktet Cerotelion och familjen platthornsmyggor. Inga underarter finns listade i Catalogue of Life.